# Jaida Parker
Tiana Lillian Marie Caffey(Port St. Lucie, Florida, 12 de febrero de 1999) es una luchadora profesional y exjugadora de fútbol estadounidense. Actualmente trabaja para la empresa WWE, donde se presenta en la marca NXT bajo el nombre de Jaida Parker, además de ser miembro de la facción OTM (Out The Mud).

## Primeros años
Asistió a la Universidad Estatal de Luisiana, de donde se especializó en Kinesiología. También jugó fútbol como parte del programa deportivo de LSU, lo que la llevó a ser convocada para jugar en la selección nacional de fútbol USA U17.

## Carrera

### WWE (2022-presente)
El 16 de agosto de 2022, firmó un contrato con WWE, siendo al poco tiempo anunciada junto a otras 16 personas como parte de una nueva generación de reclutas para el WWE Performance Center. El 28 de octubre de 2022 durante un evento en vivo de NXT, hizo su debut en el ring participando en una batalla real  que determinaría a la contendiente número uno al Campeonato Femenino de NXT, la cual fue ganada por Thea Hail. El 25 de marzo de 2023, tuvo su primera lucha individual en un evento en vivo de NXT, en la que fue derrotada por Kayden Carter.
En septiembre, ahora siendo conocida Jaida Parker, fue anunciada como participante del NXT Women's Breakout Tournament. En la primera ronda, llevada a cabo en el episodio del 17 de octubre de NXT, fue derrotada por Karmen Petrovic, marcando así su primer combate individual televisado. En el episodio del 9 de enero de 2024 de NXT, Parker se acercó a SCRYPTS, Bronco Nima y Lucien Price de OTM (Out The Mud) para ofrecerles sus servicios, a los cuales el grupo aceptó. Al poco tiempo, OTM comenzó un feudo con Tony D'Angelo, Channing «Stacks» Lorenzo y Adriana Rizzo de The Family, lo que los llevó a una lucha por equipos de tres contra tres en NXT Vengeance Day, el cual fue ganado por The Family. En el episodio del 13 de febrero de NXT, Parker derrotó a Rizzo en un combate individual, poniendo fin a su rivalidad de facciones.

## Vida personal
Caffey es prima del exjugador de baloncesto Jason Caffey, que jugó para los Chicago Bulls en la década de los noventa.